# Dursun Ali Eğribaş
Dursun Ali Eğribaş (Turquía, 1933-agosto de 2014) fue un deportista turco especialista en lucha grecorromana donde llegó a ser medallista de bronce olímpico en Melbourne 1956.

## Carrera deportiva
En los Juegos Olímpicos de 1956 celebrados en Melbourne ganó la medalla de bronce en lucha grecorromana estilo peso mosca, tras el luchador soviético Nikolai Solovyov (oro) y el italiano Ignazio Fabra (plata).